# 伊達邦寧
伊達 邦寧（だて くにやす）は、江戸時代後期の仙台藩一門第五席・登米伊達家第12代当主。

## 生涯
文政4年（1821年）、登米伊達家第11代当主・伊達宗充の子として生まれる。幼名は雄三郎。
文政10年（1827年）1月25日、兄の幸五郎（斉邦）が藩主伊達斉義の婿養子となったため、父の継嗣となる。のちに斉邦から偏諱の授与を受けて邦寧と名乗る。
兄で主君の斉邦は天保12年7月24日（1841年9月9日）に25歳で亡くなり、主君が交代したが、それから2年も経たないうちの天保14年（1843年）3月22日に邦寧も亡くなった。享年23。家督は嫡男の藤三郎（邦教）が相続した。